# 순천선혜학교
순천선혜학교는 전라남도 순천시 조례동에 있는 공립 특수학교이다. 지적장애 학생을 위한 특수교육기관으로 유치부, 초등부, 중학부, 고등부, 전공과를 두고 있다.

## 연혁
- 1983년 5월 25일: 개교